# K.ODA
『K.ODA』（ケー・オダ）は、1986年12月3日にリリースされた小田和正通算1作目のスタジオ・アルバム（オフコース在籍時に制作）。

## 解説
プロデュースとミキサーにオフコース時代からの旧知の仲であるビル・シュネーを迎えて制作された。ミュージシャンもドラムにTOTOのジェフ・ポーカロ、ギターにダン・ハフ、ベースにデヴィッド・ハンゲイト（元TOTO）などの一流ミュージシャンが参加している。
歌詞カードの歌詞は小田自身の直筆となっている。又、歌詞カードには曲順の表記は無く、順不同で掲載されており、歌詞カードの右下部分にファンハウスのロゴと「曲順 順不同 歌詞一部未掲載」と表記されており、その代わりに曲順はジャケット裏面に作詞作曲編曲と共に表示されている。

## 収録曲
1. 切ない愛のうたをきかせて  –  (4:49)[1]
作詞・作曲 ⁄ 小田和正、編曲 ⁄ Rhett Lawrence and 小田和正
歌詞カードには歌詞が掲載されていない[注釈 2]。
2. 冬の二人  –  (4:36)[1]
作詞・作曲 ⁄ 小田和正、編曲 ⁄ Dann Huff and 小田和正
3. 哀しみを、そのまゝ  –  (1:55)[1]
作詞・作曲・編曲 ⁄ 小田和正
第一生命「パスポート21」CMソング。シングル「1985」のカップリング曲。楽器等の伴奏は一切無く、小田自身のバックコーラスとメインボーカルのみで構成されている。
4. 1985  –  (6:54)[1]
作詞・作曲 ⁄ 小田和正、編曲 ⁄ Dann Huff and 小田和正
ソロとしてのデビューシングル曲。シングルと違い、イントロなどの長さが異なっている。
5. 夜の行方  –  (4:53)[1]
作詞・作曲 ⁄ 小田和正、編曲 ⁄ Dann Huff and 小田和正
6. 信じるところへ  –  (4:28)[1]
作詞・作曲 ⁄ 小田和正、編曲 ⁄ Dann Huff and 小田和正
7. 明日、あの海で  –  (5:28)[1]
作詞・作曲 ⁄ 小田和正、編曲 ⁄ Dann Huff and 小田和正
8. 空が高すぎる  –  (3:51)[1]
作詞・作曲 ⁄ 小田和正、編曲 ⁄ Robbie Buchanan and 小田和正
元々はオフコースのデビュー時に作られた曲。

## クレジット
| Produced by Bill Schnee           |
| Co-produced by Kazumasa Oda       |
| All Songs Written by Kazumasa Oda |

| Arranged by | - Dann Huff and Kazumasa Oda - (A-2, A-4, B-1~3) - Robbie Buchanan and Kazumasa Oda - (B-4) - Rhett Lawrence and Kazumasa Oda - (A-1) - Kazumasa Oda - (A-3) |

|             | |
| Musicians ; | |
|             | - Guitars / Dann Huff - Bass / David Hungate - Drums / Jeff Porcaro - Percussion / Lenny Castro - Keyboards and Synthesizers - Robbie Buchanan - Phil Nash - Alan Pasqua - Kazumasa Oda - Fairlight Synthesizer Programming - Rhett Lawrence - Sax / George Englund |

|                                           |
| Engineered by Bill Schnee, Doaniel Garcia |
| Mixed by Bill Schnee                      |
| Mastered by Doug Sax                      |
| Recorded at Schnee Studio, The Mix Room   |
| Mixed at Schnee Studio                    |
| Mastered at Mastering Lab                 |

| Production | - Coordinator - Kaname Togashi - Masamichi Yoshida |

| Record Maker Director / Masakazu Sakuma |
| Cover Designed by John Kosh             |

| Photography / | - Charles Belongi - William Hanes |

|                     | |
| Special Thanks to ; | |
|                     | - Akiko Agishi - Mikio Arai - Brenda Brady - Glen and Susan Heard - Deborah Klein - Hiroko Minorikawa - Rick Ruggieri - Sallie and Jessica Schnee - Lou Simon - Ron Velarde - Mike Wambsgans - Yoko Watson - Ichiroh Asatsuma - Kazunaga Nitta - Toshifumi Mutoh |